# RJ-11

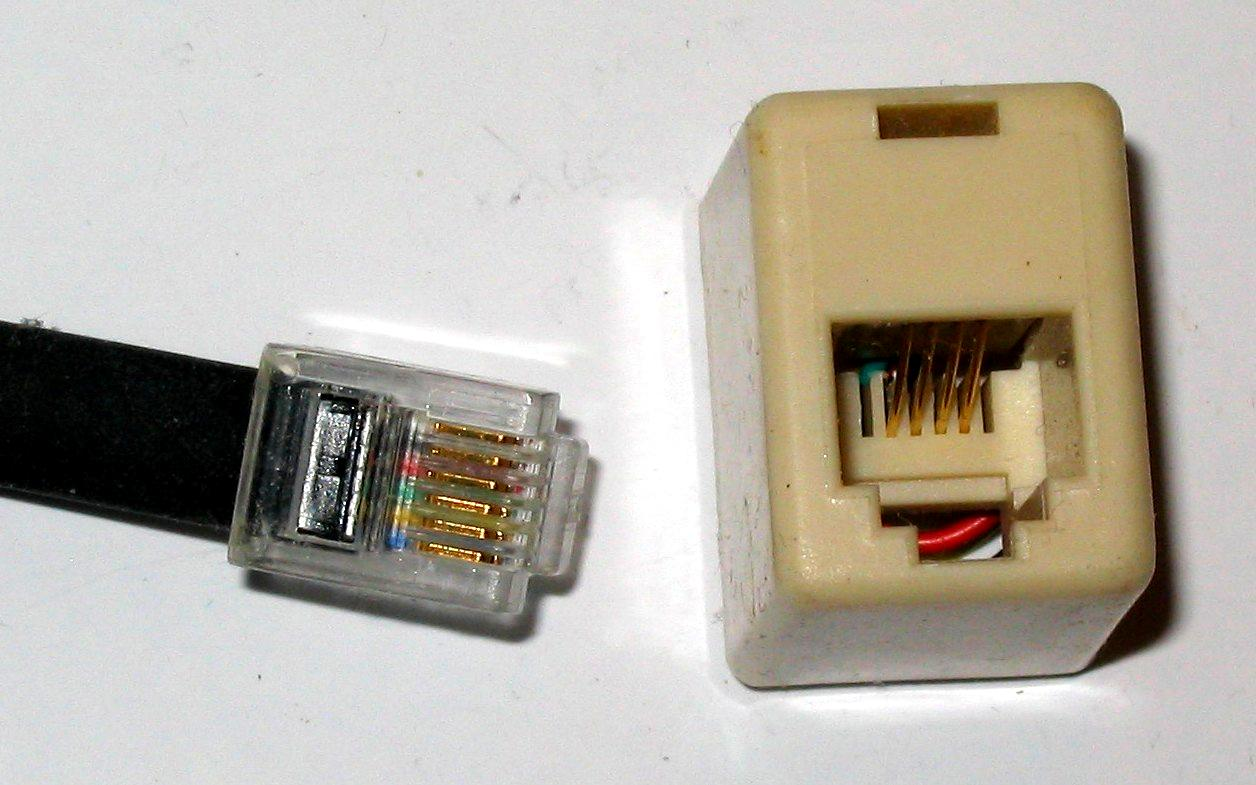
Esempio di connettore 6P6C maschio (sul cavo) e 6P4C femmina

La sigla RJ-11 (o RJ11, dall'inglese Registered Jack tipo 11) indica una interfaccia fisica (connettore elettrico) usata per l'attestazione di cavi destinati ai servizi telefonici e di trasmissione dati, standardizzati negli Stati Uniti d'America a partire dagli anni settanta. Comunemente è usata per indicare una famiglia di connettori modulari a 6 posizioni, che possono essere usati per varie applicazioni. 
La sigla RJ-11 identifica una specifica modalità di cablaggio che prevede l'uso di due soli contatti (pin), spesso indicata come 6P2C (6 posizioni, 2 contatti). In questa configurazione, di uso universale negli Stati Uniti e molto comune nel resto del mondo per il collegamento di apparecchi telefonici e similari, vi è una sola coppia di conduttori attestata sui contatti centrali (3 e 4). 
In Italia l'uso – dapprima esclusivo – della presa telefonica tripolare come punto di fornitura per il collegamento dell'apparecchio telefonico, ha lasciato progressivamente il posto alla presa RJ-11.
Le versioni che utilizzano più coppie di conduttori sono cablate a partire dal centro verso l'esterno, e assumono nomi diversi a seconda del numero di coppie attestate e dell'applicazione: la versione 6P4C (2 coppie), che usa anche le posizioni 2 e 5, è identificata con la sigla RJ-14, mentre la versione 6P6C (3 coppie), con tutte le posizioni collegate, va sotto il nome di RJ-25 (Sigle USOC Universal Service Ordering Code).

## Collegamenti
| Pin | RJ-25 6P6C | RJ-14 6P4C | RJ-11 6P2C | Cp | Filo | T/R | +/- | Colore         | Vecchio formato |
| --- | ---------- | ---------- | ---------- | -- | ---- | --- | --- | -------------- | --------------- |
| 1   | 1          | -          | -          | 3  | 1    | T3  | +   | bianco verde   | arancio         |
| 2   | 2          | 2          | -          | 2  | 1    | T2  | +   | bianco arancio | nero            |
| 3   | 3          | 3          | 3          | 1  | 2    | R1  | -   | blu            | rosso           |
| 4   | 4          | 4          | 4          | 1  | 1    | T1  | +   | bianco blu     | verde           |
| 5   | 5          | 5          | -          | 2  | 2    | R2  | -   | arancio        | giallo          |
| 6   | 6          | -          | -          | 3  | 2    | R3  | -   | verde          | blu             |

Nota: Cp = coppia cui il filo fa riferimento, T/R = Tip/Ring
Nota Bene: Qualora si debba installare in Italia una presa RJ-11 è opportuno sapere che i morsetti da usare sono il 3 e il 4 sui 6 descritti sopra, altrimenti 2 e 3. In ogni caso vanno usati i morsetti centrali.